# Martin Ferrero
Martin Victor Ferrero (ur. 29 września 1947 w Brockport, w Sweden, w stanie Nowy Jork) – amerykański aktor filmowy, teatralny i telewizyjny. 

## Kariera
Wstąpił do California Actors Theatre w Los Gatos w Kalifornii. W 1979 przeniósł się do Los Angeles i zaczął występować w produkcjach hollywoodzkich. Najbardziej znany z roli drobnego złodzieja Izzy’ego Morreno, który stał się informatorem z malapropizmem w serialu telewizyjnym NBC Policjanci z Miami, a także grając zabójcę Trini DeSoto w odcinku pilotażowym, i jako nieszczęsny prawnik Donald Gennaro z filmu Park Jurajski (1993). Wystąpił także gościnnie w roli włoskiego kelnera w odcinku sitcomu NBC Zdrówko (1985) - pt. „Rescue Me” (sezon 3). Ponadto pojawił się w filmach: Dorwać małego (1995), Bogowie i potwory (1998) i Krawiec z Panamy (2001). W 2008 Ferrero związał się z Antaeus Company, klasycznym zespołem teatralnym w Los Angeles. W 2011 Ferrero ponownie wcielił się w rolę Donalda Gennaro w parodii „Jurassic Park Character's Awful Realization” - CollegeHumor Originals.

## Filmografia

### filmy fabularne
- 1981: Rycerze na motorach jako Bontempi
- 1987: Samoloty, pociągi i samochody jako drugi urzędnik motelu
- 1991: Oskar, czyli 60 kłopotów na minutę jako Luigi Finucci
- 1992: Stój, bo mamuśka strzela jako Paulie
- 1993: Park Jurajski jako Donald Gennaro
- 1995: Dorwać małego jako Tommy Carlo
- 1995: Gorączka jako konstruktor Clerk
- 1998: Bogowie i potwory jako George Cukor
- 2001: Buddy, pies na gole jako Snerbert (głos)
- 2001: Krawiec z Panamy jako Teddy, dziennikarz

### seriale TV
- 1981: Posterunek przy Hill Street jako Robber
- 1981: M*A*S*H jako ranny mężczyzna w dżipie
- 1982: Posterunek przy Hill Street jako pan Sybert
- 1982: Mork i Mindy jako sklepikarz
- 1983: Posterunek przy Hill Street jako The Cisco Kid
- 1984: Policjanci z Miami jako Trini DeSoto
- 1984-1985: Posterunek przy Hill Street jako Alan „Rambo” Branford
- 1984-1989: Policjanci z Miami jako Izzy Moreno
- 1985: Zdrówko jako kelner
- 1985: Na wariackich papierach jako Peter Macy
- 1986: Crime Story jako Ignacio
- 1988: Prawnicy z Miasta Aniołów jako Julius Goldfarb / The Salamander
- 1996: Nash Bridges jako Vincenzo „Vince” Diamond
- 1997: Kancelaria adwokacka jako Sam Feldberg
- 1997: Z Archiwum X jako Shooter
- 2017: Jimmy Kimmel Live! jako Donald Gennaro